# Русинська мова
Руси́нська мо́ва, русинський діалект, карпато-русинський діалект, закарпатський діалект (самоназви: русиньскый язык, русинська бисїда, руснацькый язык) — умовна назва сукупності різноманітних східнослов'янських діалектних і мовно-літературних утворень, деякі з яких розглядають як західні діалекти української мови, а деякі мовознавці та представники етнічно-політичної групи карпаторусинів вважають окремою від української мови. У різних варіантах мова поширена у Словаччині, Польщі, в деяких районах Угорщини та Румунії, а також в історичних областях Бачка і Срем на території Воєводини (Сербія) і Славонії (Хорватія). Серед нащадків русинських емігрантів у США і Канаді через асиміляцію вона збереглася вкрай слабо. Загалом, за даними статистичних інституцій країн, де поширена русинська мова, всього нею говорять близько 70 тисяч осіб.
Має власний код серії міжнародних стандартів ISO 639-3 (rue). Питання її статусу значною мірою обумовлене політичними, історичними та культурними чинниками. Серед мовознавців дотепер тривають суперечки навколо того, чи вона є сукупністю діалектів карпатської групи української мови, чи окремою східнослов'янською мовою. Низка дослідників характеризують спроби витворення окремішньої русинської мови як результат політично вмотивованих зусиль карпаторусинських активістів, спрямованих на дезінтеграцію українського етномовного простору. За словами українського мовознавця Ярослава Дашкевича, немає об'єктивних умов для виникнення нової «русинської літературної мови», навіть у вигляді слов'янської мікромови. Натомість, такі вчені, як Пол Роберт Магочі, вважають, що русинська мова та самі русини, які мають власну історію та культуру, є окремими від української мови та й взагалі українського етносу.
В Україні вона не має офіційного статусу; натомість у Словаччині, Польщі та Сербії вона визнана регіональною або мовою національної меншини.
За словами директора інституту Української мови, проф. Павла Гриценка, русинська мова є штучною, створена на українських етнічних землях, штучно видозмінена, також її активно використовувала радянська влада заради дискредитації української мови.

## Питання статусу
Хоча русинська мова й має власний код серії міжнародних стандартів ISO 639-3 (rue), деякі мовознавці не вирізняють її як окрему східнослов'янську мову.
Низка українських дослідників характеризують спроби витворення русинського діалекту в окремішню «русинську мову» як політично вмотивовані зусилля російських спецслужб та частини русинської діаспори задля «дезінтегрування українського етномовного простору».
Статус русинського діалекту обумовлений політичними та культурними чинниками. Наразі русинський діалект визнаний офіційною регіональною або мовою національної меншини в Чехії, Угорщині, Польщі, Сербії та Словаччині. У Хорватії та Україні не має офіційного статусу.

## Регіональні варіанти
Виокремлюють 4 регіональні варіанти, три з яких — бачвансько-сремський або паннонсько-русинський, лемківсько-пряшівський або шарисько-пряшівський та лемківсько-горлицький — кодифікували у 1923, 1995 і 2000 роках відповідно. Некодифікована «підкарпаторусинська» мова, яку карпаторусинські організації також вважають одним із регіональних варіантів, розглядається абсолютною більшістю лінгвістів як масив українських говірок Закарпатської області. За даними переписів загальна кількість осіб, які зазначили русинську мову рідною, становить близько 60 000 осіб. Водночас представники карпаторусинських організацій нерідко завищують як кількість самих карпаторусинів, так і носіїв мови до 600 тисяч, відносячи до складу даної етнічної групи й українське населення Закарпаття. Також існує некодифікований, але розповсюджений як розмовний на сході Словаччини сотацький діалект, фактично перехідний між словацькими та українськими діалектами.
Карпаторусинські діалекти на тлі загальноукраїнських та західноукраїнських особливостей мають власні специфічні риси. Зокрема, це наявність в її складі значної кількості запозичень з угорської, польської та словацької мов, що обумовлене тривалими історичними контактами носіїв. Бачвансько-русинська мікромова, поширена в Сербії і Хорватії, генетично належить до словацького мовного масиву, проте із сильним субстратним і адстратним впливом східнослов'янських діалектів. Для сучасної русинської мови в усіх регіонах її поширення використовується кириличне письмо, проте у Східній Словаччині і в деяких емігрантських виданнях язичієм у США робились спроби застосувати й адаптовану латиницю.

## Історичне становище

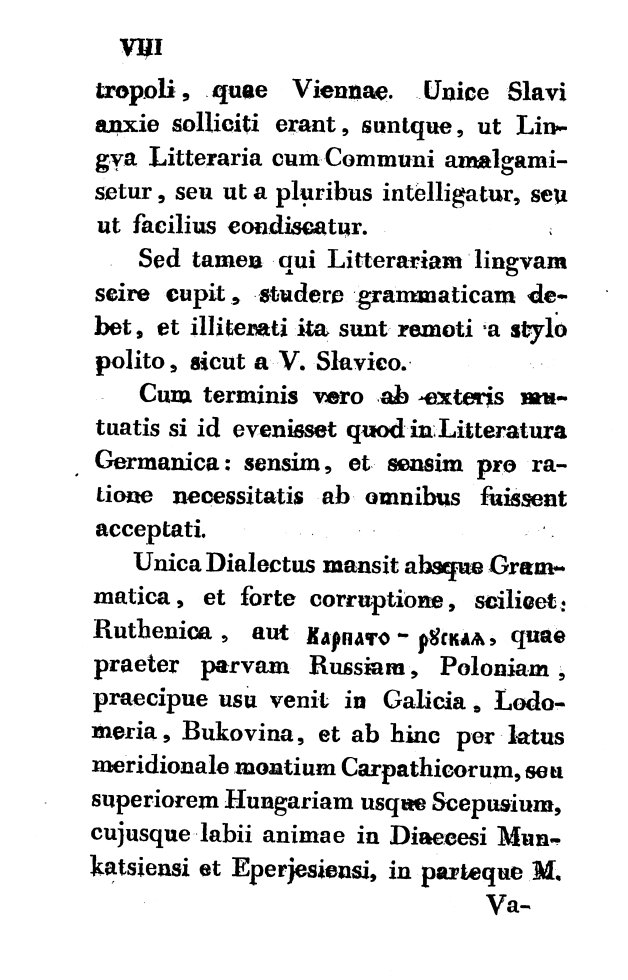
Сторінка VIII із «Граматики…» Лучкая

Писемні пам'ятки свідчать, що жителі Закарпаття здавна користувалися руською (українською) народно-розмовною бесідою. Прикладом може слугувати уривок літопису села Гукливе на Верховині:
|  | Року 1660 зима была тверда, сніг упав быв великий так же люде дорогу у ліс протоптати не могли, а як упав на Пущання пилипово, то аж Благовішеніє єго рушило... Люде в недостатку соломы хыжы, стодолы подерли марзі. Плуг 16 неділь пустило у поле по рождестві Христовім, й то не всюду по під Бескид. |

Перші літературні твори у цьому регіоні з'явилися в XVII — на початку XVIII століття і були, як правило, релігійного характеру. В їх розвитку важливу роль відіграв протестантський вплив, а саме спроба перекласти Біблію на мови, якими користувався простий народ. З метою зміцнення нової релігії, перший єпископ Підкарпатської Русі Йозеф де Камілліс у 1698 році опублікував Катехізис, на рік пізніше — Абетку для дітей. Обидва твори були написані простою мовою, зрозумілою більшості мешканцям Закарпаття.
Проте в другій половині XIX століття частина закарпатської інтелігенції під впливом русофільських ідей почала вживати як літературну російську мову. Дотримуючись думки про те, що вона повинна стати загальнослов'янською, окремі закарпатські діячі намагались зробити її мовою також і галицьких та закарпатських українців, активно впроваджуючи в школи, літературу, культурне життя регіону. Представники цього напрямку переймали також назви «русский народ», «русский язык» для означення мешканців і мови українського Закарпаття.
Самі закарпатці у XIX ст. визначали свою мову як частину руської / української мови. Наприклад, М. Лучкай у латиномовній «Граматиці…», опублікованій у 1830 р., таким чином визначає межі поширення мови, якою говорять закарпатці (називаючи її паралельно «lingua ruthenica» та «lingua ruthena» — руська мова, «lingua parvo-russica» — малоросійська мова):
|  | «Unica Dialectus mansit absque Grammatica, et forte corruption, scilicet: Ruthenica, aut Карпато-рускаѧ, quae praeter parvam Russiam, Poloniam, preacipue usu venit in Galicia, Lodomeria, Bukovina, et ab hinc per latus meridionale montium Carpathicorum, seu superiorem Hungariam usque Scepusium, cujusque labii animae in Diaecesi Munkatsiensi et Eperjesiensi, in parteque M. Varadinensi ad medium millionem numerantur». «Без граматики, а може, і без сильного зіпсуття, залишилася єдина мова – руська або карпато-рускаѧ, яка вживається, крім Малоросії, Польщі, ще в Галичині, на Волині, на Буковині, і звідси через південний бік карпатських гір, або верхню Угорщину, по Спиш, нею говорить кожен у мукачівському та пряшівському єпископстві, та у частині єпархії Орадя-Маре до пів мільйона осіб». |

На стор. VIII визначаються межі поширення «руської або карпато-руської мови» («ruthenica, aut карпато-рускаѧ») — «крім Малоросії, Польщі, ще в Галичині, на Волині, на Буковині, і звідси через південний бік карпатських гір, або верхню Угорщину, по Спиш, нею говорить кожен у мукачівському та пряшівському єпископстві, у частині єпархії Орадя-Маре до пів мільйона осіб».
Після Жовтневого перевороту русофільські позиції залишлись підтримувати російські емігранти і місцеві москвофіли, що згуртувались навколо «Русской народной партии», що була філією чеської партії народних демократів, «Союза русских учителей на Словакии», Товариство ім. Духновича та ряду деяких інших організацій.
Після приєднання Закарпаття до Чехословацької республіки серед інтелігенції знову постало питання літературної мови для населення краю. Оскільки аж до Першої світової війни тут не існувало єдиного варіанту, закарпатські діячі не мали єдиного погляду на літературну мову Закарпаття. Саме тоді в їхніх колах виокремилися три мовно-національні орієнтації: російська, українська і місцева карпаторусинська, що сповідувала окремішність населення регіону і притаманність йому відмінної від інших східнослов'янських мов русинської мови.

## Офіційне визначення

### Історичні спроби кодифікації
Наприкінці 19 ст. серед тих, хто не був згодний з ідеєю підпорядкування русинської норми загальноукраїнським нормам, панували дві протилежні тенденції. Одна з них була русифікаторською; її прихильники підтримували «язичіє», літературно-граматичну норму, націлену на максимальне зближення з російською мовою (О. Духнович, Є. Сабов — останній у 1920-ті роки видав граматику, яка була практично граматикою російської мови з дуже невеликим включенням карпатських слів). Інші (Г. Костельник, І. Гарайда) пропонували граматику та словники на базі місцевих діалектів. Ці тенденції збереглися і в період між двома світовими війнами, проте існували і спроби зблизити русинські діалекти з українським мовним стандартом (І. Панькевич).

### Кодифікація трьох русинських мов
Сучасне використання кодифікованих діалектів (лемківської мови у Польщі, русинської мови на Пряшівщині, намагання використовувати русинську мову на Закарпатті) замість літературної української пояснюється як політичними чинниками (відсутність культурних зв'язків з Україною, відсутність державної політики України щодо українсько-русинського населення Польщі, Словаччини, Румунії, відповідна державна політика інших країн, направлена на послаблення українського етносу), так і відродженням старої політичної ідеї початку XX ст. про існування русинів як окремого від українців народу — після того, як населення Східної Галичини у 30-х рр. XX ст. змінило етнонім «русин» на «українець», русинами продовжувало називати себе лише населення окраїнних українських територій, які згодом не увійшли до української держави. У Закарпатті із загальної кількості населення 1,255 млн осіб (українців — 1,010 млн осіб) русинами продовжують називати себе 10,1 тис. осіб.
Бачвансько-русинська мікромова (бачвансько-сримський варіант української літературної мови, бачвансько-сримська, паннонська мова) є повноцінною літературною мовою переселенців із Пряшівщини та Закарпаття у Сербії та Хорватії. Розмовний діалект, на базі якого було здійснено кодифікацію мови, різко відрізняється від інших українських говірок і є перехідним до словацької мови з відчутними впливами інших сусідніх мов.
Кодифікацію русинської мови поставив перед собою Конгрес русинської мови як першоочередне завдання, але вже 4-й конгрес визнав, що цього досягти не вдалося. Аналогічну точку зору (про невдачу кодифікації та закріплення натомість окремих мовних стандартів) висловлювали окремі відомі русиністи. Наразі серед чотирьох русинських мікромов три є кодифікованими:
- бачванська (бачвансько-сримська, паннонська, войводинська) на землях колишньої Югославії — граматика М. Кочиша (1974) на базі старішої граматики Г. Костельника, а також низка робіт Г. Надя, далі — Юліян Рамач, Гелена Медьєши, Михайло Фейса[44], Михайло Капраль та ін.
- пряшівська — граматики 1992—1993 р. (Юрій Панько, Василь Ябур, Анна Плішкова, пізніші публікації — також Кветослава Копорова, Ева Едді та ін.)
- лемківська у Польщі (лемківсько-горлицька) — 2000 р. (граматика Генрика Фонтанського і Мирослави Хом'як),
- «підкарпаторусинська» (русинська на Закарпатті) — не кодифікована, натомість є масивом українських говорів — середньозакарпатського, лемківського, бойківського (верховинський діалект) та гуцульського). В Україні існують конкуруючі спроби кодифікації. Найпоширенішим є стандарт, який підтримують І. Керча, В. Сочка-Боржавин, М. Алмашій, С. Попович, Д. Поп, Ю. Чорій (його також підтримує видавництво В. Падяка). З ним конкурує граматика Д. Сидора. Окрім того, в русинській Вікіпедії сам І. Керча підтримує архаїчніший правопис, оснований на граматиці І. Гарайди.

В Угорщині, де русинською мовою розмовляють лише два села, конкурують бачвансько-войводинська (Мучонь), пряшівська (Комлошка) норми та підкарпатські говори (недавні іммігранти з України та Словаччини, переважно у Будапешті). Спробами кодифікації займаються лінгвіст Михайло Капраль та представник громади при угорському парламенті Віра Ґіріц.
Окрім поняття «русинська мова» також використовують такі назви, як «рутенська», «руснацька», «карпатська», «карпато-русинська». Наразі дана мова існує у різних кодифікованих і некодифікованих варіантах, які мають суттєві відмінності між собою. Спроби створення єдиного літературного варіанту поки що не увінчались успіхом.
Серед українських філологів переважає критичне ставлення до спроб кодифікації русинської мови або її окремих діалектів.

### Визначення карпатських діалектів української мови

Пропозиція поділу Австро-Угорщини на автономні регіони за національним принципом, 1906 р. Всі землі з українсько-русинським населенням — Східна Галичина, Закарпаття, Пряшівщина, Північна Лемківщина та Північна Буковина — мали увійти до одного національного регіону «Ost-Galizien».

Належність різних говорів Закарпаття та Пряшівщини (гуцульського, бойківського, середньозакарпатського та лемківського) до південно-західного наріччя української мови є науково визнаним. Зокрема «Чеська академія наук і мистецтв» у своїй постанові № 62756/19 від 20 грудня 1919 р. зазначала: «Оскільки місцеве руське наріччя в Карпатській Русі, про котре говорить Генеральний статут, є незаперечно наріччям малоруським, треба писемною мовою тамтешнього населення визнати мову малоруську, тобто українську» (Закарпаття та Пряшівщина у міжвоєнний час входили до складу Чехословаччини).
Карпатські говори досліджувалися численними науковцями-діалектологами та мовознавцями з багатьох країн (з України — І. Верхратський, А. Залеський, Р. Керста, І. Панькевич, С. Бевзенко, Ф. Жилко, І. Чередниченко, з Росії — М. Антошин, Г. Геровський, Г. Клепикова, Л. Петров, з Польщі — А. Вінценз, В. Курашкевич, Я. Рігер, З. Штібер, з Чехії — Й. Віра, Ян Гусек, О. Лешка, Я. Моравець, зі Словаччини — Ш. Ліптак, Л. Новак, С. Тобік, С. Цамбел, з Угорщини — Л. Балог-Беийрі, Л. Деже, з Румунії — З. Пенюк, Й. Патруц, Р. Удлер, з Болгарії — Д. Кринджала, В. Погорєлов, з Норвегії — О. Брох). На матеріалах з південнокарпатських говорів написано і захищено близько півсотні кандидатських і докторських дисертацій, укладено кілька діалектних та ономастичних словників (К. Галас, М. Грицак, Й. Дзендзелівський, М. Дуйчак, І. Панькевич, М. Сюсько, П.Чучка) та лінгвістичних атласів (З. Ганудель, Й. Дзендзелівський, П. Лизанець, Й. Пуйо, В. Латта, Я. Рігер, І. Сабадош, З. Штібер), опубліковано десятки монографій, сотні різних статей та спеціальних тематичних збірників. Ці дослідження показали, що ці говірки, і передусім їх верховинське пасмо, тобто гуцульські, бойківські і лемківські, є органічною частиною та прямим продовженням говірок карпатської діалектної групи говорів південно-східного наріччя української мови.
Кожна з закарпатських говірок має десятки локальних специфічних системних фонетичних та морфологічних рис, сотні лексичних особливостей. Практично кожне місцеве діалектне явище має своє продовження чи повторення в сусідніх або близьких українських говорах Галичини, Буковини та в інших говорах української мови. Більшість специфічних локальних рис є староруськими архаїзмами, які збереглися в Карпатах через відірваність від решти українських земель, або запозиченнями зі словацької, угорської, польської, румунської, німецької чи південнослов'янських мов.

## Особливості

### Русинська мова у Воєводині

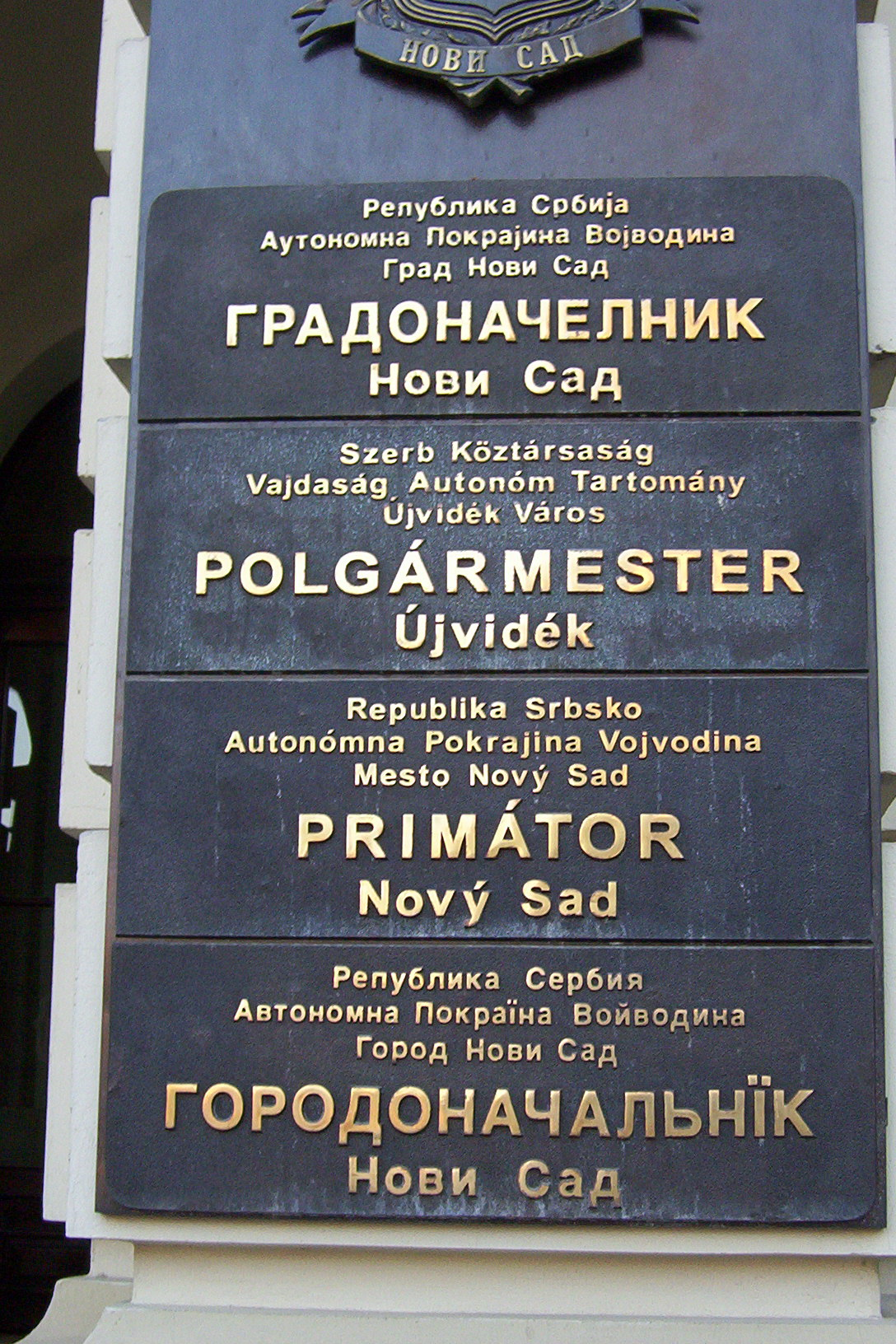
Офіс міського голови Нового Саду — напис сербською, угорською, словацькою мовами та бачвансько-русинською мікромовою.

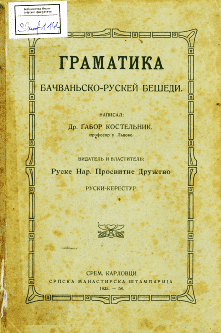
«Граматика бачваньско-рускей бешеди», Ґабор (Гавриїл) Костельник, 1923 р.

Бачвансько-русинська (бачвансько-сримська, паннонська) мікромова (самоназва — бачваньско-руска бешеда та бачваньски руски яазик / язик, іноді науковцями кваліфікується як бачвансько-сримський варіант української літературної мови) — літературна мова 25 тис. воєводинських руснаків, нащадків українських емігрантів з Південно-західної Лемківщини, які мешкають у Воєводині з XVIII-XIX ст. (у містах Новий Сад, Вербас та у селах Руський Керестур, Коцур, Петровці, Беркосово, Миклошевці та ін.)
Бачвансько-русинська мікромова кодифікована на основі перехідних українсько-словацьких діалектів Південно-західної Лемківщини зі значними впливами сербської мови, а також угорської, польської та німецької мов. Мікромова належить як до західнослов'янських, так і до східнослов'янських мов.
Характерними рисами мікромови є:
- перехід праслов'янських *or, *ol, *er, *el (метатеза плавних) у ра, ла, ре, лє (бразда «борозна», глава «голова», брег «берег, горбок», влєчиц ше «волочитися»), ро, ло (крочай «крок», млода «наречена»), оро, оло, ере (зноровиц ше «зноровитися», черева «кишки»).
- перехід звукосполук *dj, *tj, *kt’ (йотація) у дз, ц (єдзенє «їжа, страва», помоц «допомога») або у дж/ж, ч (меджа «межа», мачоха, унучка).
- перехід *r в ар (барз «дуже»), ор (горди «гордий»), ер (змерка ше «смеркається»).
- перехід праслов'янського *l в ов/ол (вовк, жовти, колбаса) та лу, ло (слунко «сонце», длобац «довбати»).
- перехід *ъ в е (деска «дошка»), и (дижд «дощ»), о (молга «імла»);
- перехід *rъ, *rь, *lъ, *lь в ир/ер, ри/ре, лу, ли/лї (кертица, кирвавиц, кресцини, хрибет, яблуко, блиха, глїбоки).
- фіксований наголос на передостанньому складі.
- іменники чоловічого роду у давальному відмінку множини мають закінчення -ом (слугом, хлопом), дієслова у 1-й особі однини теперішнього часу приймають закінчення -м (знам, робим).

Бачвансько-русинська мікромова — під назвою «руски яазик» — є однією з офіційних мов Воєводини. Нею ведуться програми телебачення та радіо, здійснюється навчання в початкових школах, гімназії та на кафедрі русинської мови і літератури університету у Новому Саді. Протягом XX ст. у бачвансько-русинській мікромові сформувалися художній, публіцистичний, науковий та офіційно-діловий стилі, нею видається періодична преса — тижневик «Руске слово», дитячий місячник «Заградка», молодіжний місячник «Мак», газета «Шветлосц», вісник «Studia Ruthenica».
Процес кодифікації місцевої бачвансько-сримської говірки та утворення специфічного варіанту української літературної мови було започатковано В. Гнатюком, який влітку 1897 р. провів тривалу фольклорну експедицію на Бачці, результатом якої стали записані та опубліковані тексти 430 народних пісень, 220 оповідань, численні анекдоти, а також народне весілля. У 1904 р. Г. Костельником рідною говіркою було опубліковано поетичну збірку «З мойого валала» («З мого села»).
У 1923 р. Г. Костельником було видано першу «Граматику бачванско-рускей бешеди», яка, за словами автора, трималася на двох постулатах:
|  | Я мерковал главно на 1) то, же би зме ше, дзе не мушиме, нє оддальовали од украинского; 2) же би правила писовнї були якнайпростейши. |

Засновник літературної бачвансько-русинської мови Г. Костельник підкреслював, що бачвансько-сримські діалекти є говором української мови та закликав співвітчизників вивчати «кнїжкови язик» (тобто літературну українську мову), а також зближуватися з нею на письмі. У нарисах «Дзе спада наша бешеда» (1922 р.) і «Наша бешеда» (1937 р.) Г. Костельник порушує питання глотогенезу мови руснаків Югославії, доводить, що бачванська руска бешеда — це діалект української мови, який зазнав впливів з боку польської та словацької мов.

### Русинська мова в Словаччині

«Русиньскый язык на Словеньску (короткый нарис історії і сучасности)», Анна Плішкова, 2008 р.

Процеси «Перебудови», розпочаті радянським лідером Михайлом Горбачовим, стали важливим чинником активізації русинського національного руху серед частини східнослов'янського населення північно-східної Словаччини. Це, в свою чергу, стало поштовхом до кодифікації місцевих діалектів як окремої літературної мови та припинення розгорнутого владою ословачення. Організацією, яка об'єднала прихильників русинської ідентичності, стала «Русинська оброда», створена 25 березня 1990 року. Етнокультурний рух отримав організований характер, чого русинам бракувало у минулому. Однак, мовне питання залишилось найбільш суперечливим у контексті національної ідентичності східнослов'янського населення Пряшівщини, адже місцеві українці виступали за збереження єдності української мови.
Одним із перших кроків діячів неорусинського руху в Словаччині стала кодифікація місцевого пряшівського варіанту русинської мови, оскільки в місцевих публікаціях використовувалися тільки нестандартизовані тексти. Для вирішення проблеми літературної норми 6-7 листопада 1992 року в Бардієвських Купелях було проведено Перший міжнародний конгрес русинської мови. Серед його учасників були представлені науковці зі США (Джошуа Фішман), Швеції (Свен Ґуставссон), Швейцарії та Монако. Його головними організаторами стали об'єднання «Русинська оброда в Словаччині» разом з Карпаторусинським науковим центром в США, який поставили собі за мету «збереження карпатських русинів як окремого народу».
З ініціативи канадського професора та історика Павла Роберта Магочі було ухвалено рішення піти шляхом унормування ретороманської мови. Цей спосіб передбачав першим кроком кодифікацію окремих регіональних мовних варіантів через наближення їх до народних діалектів. Потім на їх основі мала постати єдина літературна норма (койне), процес творення якої триває дотепер. На вимогу об'єднання «Русинська оброда» Міністерство культури Словаччини виділило фінансування на діяльність «Інштітуту русиньского языка і културы», створеного в січні 1993 року у Пряшові для практичної реалізації цього задуму.
Наслідком першого конгресу стало утворення інтеррегіональної лінгвістичної комісії на чолі з професором Юрієм Паньком. Саме він став автором «Норм русиньского правопису» 1992 року та перевидання 1994 спільно з Василем Ябурем. За твердженням першого, «русиньскый язык быв кодіфікованый на основі єдного з діалектів так званого ікаючого говору».
Русинська (лемківсько-пряшівська, шарисько-пряшівська) мова була остаточно кодифікована 27 січня 1995 р. на основі західноземплінського та східноземплінського діалектів лемківського говору української мови, що побутує у Словаччині (за книгою В. Ябура та Ю. Панька «Правила русиньского правопису», Пряшів, 1994 р.). Цей діалект суттєво відрізняється від говорів, що побутують на території Закарпаття, отже унормована русинська мова на Пряшівщині та некодифікована «підкарпаторусинська мова» на Закарпатті (тобто фактично розмовні діалекти української мови — марамороський, боржавський та ужанський середньозакарпатського говору, верховинський діалект бойківського або середньозакарпатського говору, а також гуцульський говір) мають певні відмінності. Кодифікацію діалектів як самостійної мови негативно оцінили представники української громади. Спілка українських письменників Словаччини 12 січчня 1995 року виступила із спеціальною заявою, якою засудила спробу «Русинської оброди» штучно створити нову «русинську мову» і нав'язати її населенню Карпатського регіону.
Крім «Норм русиньского правопису», були й інші спроби створити необхідні посібники для кодифікації мовного варіанту в Словаччині. Ще на початку 1990-х років була представлена «Граматика русинського (карпаторуского) языка» автора С. Бунганича. Однак, через незнання основних принципів сучасної мовознавчої науки і особливостей місцевих діалектів рукопис відкинули навіть діячі «Русиньскої оброди». Іншою невдалою спробою стало видання у 1994 році «Орфоґрафічного словника русиньского языка». Науковець-україніст та публіцист Юрій Бача дав докладний аналіз наведеної праці, констатувавши, що словник є тенденційним нагромадженням слів перш за все (понад 90 %) з української мови, однак самі граматичні правила наближені до словацької мови.
1 вересня 2005 р. кодифікований правопис було доповнено і частково змінено (що відображено у книзі В. Ябура та Анни Плішкової «Русинська мова у дзеркалі нових правил для початкових і середніх шкіл з навчанням русинською мовою» (русин. «Русиньскый язык в зеркалї новых правил про основны і середнї школы з навчанём русиньского языка»), 2005 р.).
У наведеній публікації пропонується близько 30 змін до чинного правопису. До алфавіту було додано літеру ъ, «значіня йотованой букви ї … ся розшырило іщі о єдну функцію… сіґналізацію мнягкости согласних (д, т, н, л, с, з, р, ц, дз)». У літери і «функція сіґналізації мнягкости была однята» там, де вона «сіґналізує лем твердость передстоячой согласной». Звужена була і функція літери ё, яку вже не слід писати на початку слова і після голосних звуків у іншомовних словах, а замість неї вживати сполуку й+о. Було запроваджено форми наказового способу, такі як «верний, прийдий», а замість частки най уживання частки няй у формах наказового способу. Сама Анна Плішкова, окрім наведених праць, має наукові розробки, присвячені фонетичним особливостям русинської мови, соціолінгвістичному статусу русинської мови на Прящівщині, її стилям та жанрам.
До підготовки «нових правил» не було залучено іншого кодифікатора русинської мови, — Юрія Панька, який зазначив, що вони «мають много недостатків, бо суть не повны, не одражають і найнутнішы потребы правописной нормы». Після їх появи «Русиньска оброда» заявила про те, що тільки їй належить право координувати справу кодифікації, пообіцявши створити чергову нову норму і прийняти всі заходи для того, щоб підручники за правилами 2005 року не були надруковані. Це привело до того, що нині[коли?] існують 2 правописні варіанти «русиньского языка» (1994 p. та 2005 p.). Саме останнього варіанту правопису дотримуються науковці Пряшівського університету та наявного при ньому Інституту русинської мови і культури.
Кодифікований пряшівський варіант русинської мови поступово поширився в освітній сфері. Ще у 1994 році «Русинська оброда» провела дослідження зацікавленості батьків дітей шкільного віку у вивченні русинської мови та культури. зацікавленість виявили батьки 521 учня у 3 округах. Проведене Міністерством освіти СР опитування нарахувало вже 582 учнів 57 шкіл в 47 населених пунктах. На основі цього в 1997/1998 навчальному році у 12 початкових школах 5 округів північно-східної Словаччини було введено предмет «Русинська мова та література».
Однак реальне навчання розпочалось тільки у 4 чотирьох початкових школах — в округах Медзілаборце та Свидник, в трьох школах округу Сніна та в одній початковій школі округу Стропков. Негативним фактором у русинській освіті стала поступова стагнація: зменшення кількості навчальних закладів і учнів, переведення русинської мови як предмету у форму необов'язкового, загальне зменшення престижу володіння русинською мовою, що переживають й інші національні меншини в різних країнах. Не менш негативно на освіту русинською мовою впливає нестача кваліфікованих педагогів та недостатня укомплектованість шкільних бібліотек.

### Лемківська мова в Польщі

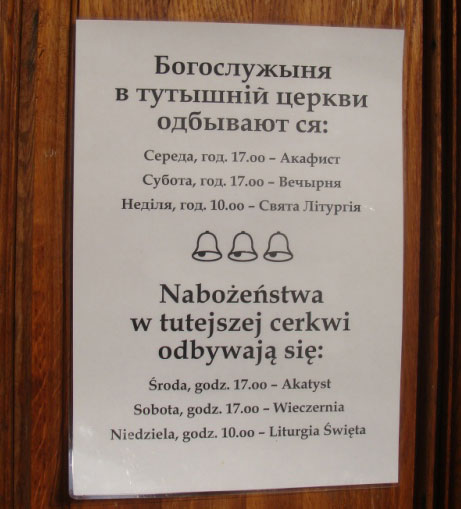
Оголошення на православній церкві Св. Володимира (1983—1996 р.р.) лемківською (лемківсько-горлицькою) мовою у Криниці, Польща

Лемківська (лемківсько-горлицька) мова — літературна кодифікована говірка південно-західного наріччя української мови, яка використовується у Польщі з 1990-х років. Вона схожа на русинську бесіду на Пряшівщині, русинську мову у її сучасній формі, яку пропагують політичні русинські організації на Закарпатті, бачвансько-русинську мікромову у Воєводині, але не є тотожною: ці літературні мікромови виникають на основі різних діалектів (лемківського, середньозакарпатського, бойківського, гуцульського говорів, перехідних українсько-словацьких говірок), мають різну орфографію (на основі української літературної мови та на основі желехівки), фонетику, велику кількість запозичень з інших слов'янських мов (лемківська — з польської, русинська Пряшівщини — зі словацької, русинська Закарпаття — з російської, бачвансько-русинська — зі словацької та сербської). Ці чотири літературні мікромови іноді називають «русиньским языком», однак однією кодифікованою мовою вони не є.
Щодо поширення в Польщі назви «лемківська мова» (а не «руснацька», «русняцька», «руська», «русинська» чи «українська»), І. Красовський зазначав:
|  | Польскы шовіністы з неприязню ставилися до назвы «руснак» і особливо «украінец», а етнографічна назва «лемкы» не вызывала заперечнивых емоций поряд з польскыми етнографічными назвами як «кашубы», «гуралі» і ін. Так на західній Галичыні назвы лемкы, Лемківщына стали популярны. |

За переписом 2002 р. у Польщі мешкає 5,9 тис. лемків (за даними лемківських організацій — бл. 60 тис.), українців — 31 тис. Лемківською мовою вдома говорить 5.627 осіб (разом з польською — 4.168 осіб, лише лемківською — 1.459 осіб), українською мовою вдома говорить 22.698 осіб (разом з польською — 19.303 осіб, лише українською — 3.395 осіб).
На сьогодні у Польщі діє два найбільші товариства, які об'єднують лемків — проукраїнське «Об'єднання лемків» та «Стоваришыня Лемків», яке пропагує ідею про лемків як окремий народ і лемківську мову як окрему від української. Є свідчення, що у тих районах Південно-східної Польщі, куди повернулися лемки після акції «Вісла», українську літературну мову вивчають щораз менше, натомість лемківську почали вивчати не лише українці, але й місцеві поляки.
У 2000 р. Г. Фонтанським та М. Хом'як у Катовіцах було видано книгу «Ґраматыка лемківского языка», яка кодифікує правопис лемківської мови у Польщі. Цей правопис засновано на правописі української літературної мови з включенням літери ы для позначення звуку [ɨ], який зник в інших українських діалектах до XI ст., та виключаючи апостроф (правописи, які вживаються для русинської мови на Пряшівщині та бачвансько-русинської мікромови у Воєводині, засновані на желехівці, яка була найпоширенішим правописом української мови в Західній Україні до 1922 р.).
Окрім того у 1990-х роках видано «Перший Лемківско-Польскій Словник» (пол. Pierwszy Słownik Łemkowsko-Polski) Ярослава Горощака у 1993 р., літературу для дітей «А я знам азбуку. Лемківскій буквар» Петра Трохановського у 2003 р., «Мамо куп мі книжку. Антольоґія діточой поезиі» того ж автора у 1995 р.
У багатьох сучасних іноземних виданнях лемківський говір розглядається саме як кодифікований діалект української мови (приклад — «Mali Rjecnik Lemkivskog Govora Ukrainskog Jezika» укр. «Малий словник лемківського говора української мови», Алекса Павлешин, Загреб, Хорватія, 2007 р.).
Велика кількість лемківських організацій («Світова федерація українських лемківських організацій», Всеукраїнське товариство «Лемківщина», «Молода Лемківщина» в Україні, «Об'єднання лемків» у Польщі) виступають проти окремішності лемків і вважають їх етнічною групою українського народу. Польська україномовна газета «Наше слово» містить лемківську сторінку, де розміщуються матеріали лемківським говором української мови (різна орфографія).

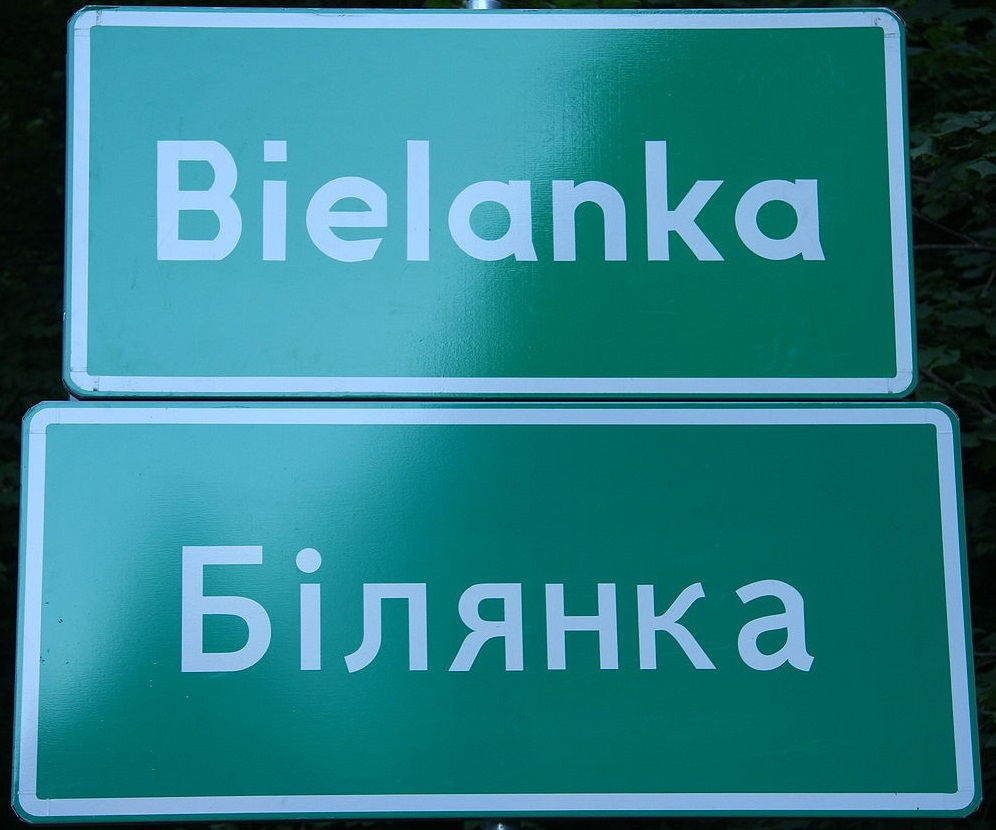
Польсько-русинський двомовний вказівник, Білянка, Польща

Відомі польські мовознавці М. Лесюв (пол. M. Łesiów) та В. Мокрий вважають лемківський говір діалектом української мови.
| Деякі риси лемківської (лемківсько-горлицької) кодифікованої мови |
| - Полонізми у сфери економіки, адміністрації, політики тощо: пол. prawo jazdy → право ізды «водійські права», пол. urząd powiatowy → повітовий уряд «повітова адміністрація», пол. urząd podatkowy → податковий уряд «податкова адміністрація», пол. podatek bezpośredni → безпосередній податок «прямий податок», пол. potentat finansowy → фінансовий потентат «фінансовий гігант», пол. pociąg osobowy (towarowy, pośpieszny) → особовий (товаровий, поспішний) потяг «пасажирський потяг (вантажний потяг, потяг-експрес)», пол. rzeczpospolita → речпосполита «республика». - у формі місцевого відмінку одними іменників жіночого роду замість літературного закінчення -ою вживається -ом: над ріком «над рікою». - у третій особі однини дієслів теперішнього часу замість закінчення -ть вживається закінчення -т: він крутит «він крутить». - існує лише твердий звук [r]: вітрак «вітряк». - у знахідному відмінку множини прикметників замість -ими вживається закінчення -ыма: великыма «великими». - регіоналізми неє «немає», лем «лише», товды «тоді». |

### Русинська мова на Закарпатті

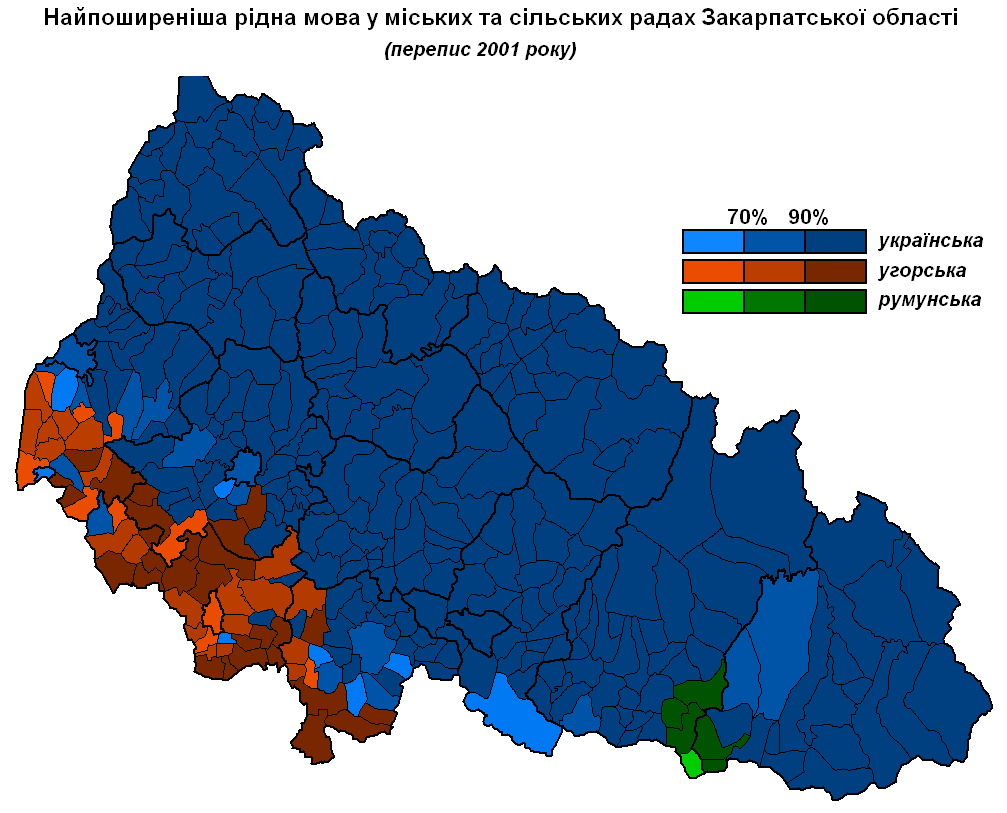
Мови Закарпатської області за даними перепису 2001 року

Визначення мови Закарпаття як окремої від української безпосередньо пов'язане з окремою самоідентифікацією частини закарпатців (у Івана Попа — «підкарпаторусинський народ»). На початку 1990-х років на Закарпатті, Пряшівщині та Північно-західній Лемківщині у Польщі народився новий політичний «неорусинський» рух. Він є продовженням довоєнного «угроруського» руху в Угорщині (до 1944 р.) та москвофільського лемківського руху в передвоєнній та міжвоєнній Польщі.
На відміну від попередніх назв писемної мови на Закарпатті — «руської», «руснацької», «русняцької», «угроруської», «карпаторуської мови (бесіди, бешеди або языка)» — широко почала використовуватися польська назва «руської мови»: пол. «język rusiński» — «русиньскый язык (язик)».
У довоєнні часи «руською мовою» на Закарпатті називалася як літературна українська мова (вживалася з закарпатськими регіоналізмами), так і писемна мова, побудована з елементів церковнослов'янської, літературної російської та місцевих закарпатських говірок (насамперед середньо закарпатських та лемківських) — деякі мовознавці називають її «язичієм». Суттєвою різницею між «руською мовою» («язичієм») довоєнних часів та «русинською мовою» від 1990 р. є те, що лексично в сучасній «русинській мові» набагато більше представлено живі розмовні говори.
Оскільки говори Закарпаття (і сусідньої Пряшівщини) дуже сильно відрізняються між собою у лексиці та фонетиці, різні варіанти «русинської мови» так само відрізняються між собою як лексикою, так і орфографією: фактично єдиної кодифікованої «русинської мови» не існує (наприклад, назва Закарпаття у книзі Пол-Роберт Магочі «Народ нивыдкы» — Пôдкарпатска Русь, у «Общества пудкарпатскых русинув» — Пудкарпатска Русь, у «Подкарпацької риспубликанцької партії» — Подкарпацька Русь, у Івана Петровція — Пüдкарпацька Русь).
Найчастіше на Закарпатті за основу «русинської мови» береться середньозакарпатський говір південно-західного наріччя української мови (з найбільшою кількістю запозичень з угорської мови — ужанський та березький діалекти, раніше ще й марамороський діалект), який суттєво відрізняється від гуцульського на сході та верховинського (бойківського) говорів на півночі Закарпаття. На Пряшівщині за основу найчастіше беруться словакізовані (фонетично, лексично та граматично) східноземплінський та західноземплинський діалекти лемківського говору, і «русинська мова» Пряшівщини так само дуже суттєво відрізняється від «русинської мови» Закарпаття.
«Неорусинський» рух загалом не підтримується на сході Закарпаття в межах поширення гуцульського говору (населення цієї частини області ідентифікує себе як «українців» або «гуцулів», рідною мовою вважає українську).

За переписом 2001 р. русинами на Закарпатті вважають себе бл. 0,8 % українського населення області — 10.100 осіб з 1 млн 254,6 тис. населення області всіх національностей та 1 млн 010,1 тис. українців. Тих осіб, що визначили себе «гуцулами», виявилося вдвічі більше, ніж «русинів». Політичні русинські організації на Закарпатті провадять особливо значну роботу для залучення місцевого населення до «неорусинського» руху та підняття кількості русинів під час наступного перепису населення. За переписом 2001 серед українців Закарпаття 99,2 % рідною мовою вважали українську, 0,5 % — російську. Серед русинів Закарпаття 30,87 % рідною мовою вважали українську, 66,64 % — мову етногрупи, 2,5 % — інші мови.

Русини у Закарпатті за даними перепису 2001 року

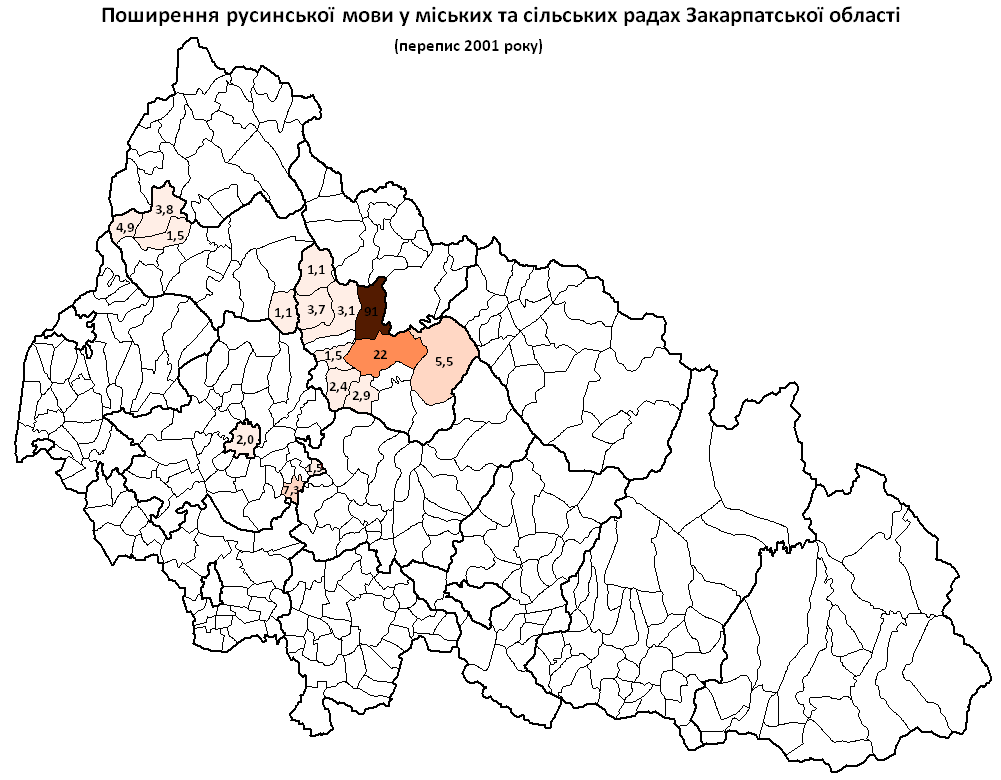
Частка населення, що назвало рідною мовою русинську, за даними перепису 2001 року

Найвищий відсоток населення, що вказало рідною мовою русинську, був зафіксований у Свалявському районі (4,64 %), а також у містах Мукачеве (2,02 %) і Ужгород (0,96 %). У с. Ганьковиця Свалявського району русинську мову назвали рідною 90,5 % населення, у с. Неліпино — 22,3 %, с. Сасівка — 21,8 %, с. Яківське — 8,4 %, c. Ромочевиця Мукачівського району — 20,4 %.
Русинська мова на Закарпатті, на відміну від лемківської мови у Польщі, русинської мови на Пряшівщині та бачвансько-русинської мови у Воєводині, не є кодифікованою. Невдала спроба кодифікації на основі південно-марамороських говорів (мови «Нягівських повчань» або «Нягівської постілли») та творів мадярона Антонія Годинки була здійснена у 1999 р. І. Керчою, С. Поповичем, М. Алмашієм і В. Молнаром (у Мукачевому та Москві видано книгу «Материньскый язык: писемниця русиньского языка».).
У 2002 р. в Ужгороді М. Алмашієм, Д. Попом та Д. Сидором було видано «Русинсько-українсько-руськый словарь», у 2004 р. в Ужгороді М. Алмашієм було видано книгу «Живое слово: читанка для русинської недільної школы», граматику М. Алмашія та М. Мольнара «Слово за словом: практична граматика русинського языка для недільної народної школы», а у 2005 р. вийшла друком книга «Наша отцюзнина: історія карпатськых русинÿв» П.-Р. Магочі. Ігор Керча, який також є майже єдиним редактором русинської Вікіпедії, 2007 р. видав «Словник русинсько-руськый» (Ужгород, 2007).

### Русинська мова в США
Як і представники інших народів Східної та Південної Європи, русинські емігранти в США спочатку були відокремлені від решти частини американського суспільства через їх низький економічний статус і відсутність належних знань англійської мови. Однак такий стан речей швидко змінився наприкінці 1930-х і 1940-х років після появи нового покоління, асимільованого і поглинутого американською панівною тенденцією. Одним із наслідків стало скорочення вживання русинської мови.
Якщо перше покоління іммігрантів володіли русинською як рідною, то вже друге розмовляло, вживаючи все більшу кількість англійських слів. Третє покоління говорило тільки англійською мовою, розуміючи мову предків на рівні окремих слів. Русинська мова збереглася у вжитку лише в деяких місцях: розмовному спілкуванні воєводинських русинів в Кітченері, друкованому органі Союзу лемків «Карпатська Русь», різдвяних виставах і літургіях в кількох парафіях греко-католицької церкви.
В той же час в середині 70-х років в Америці розпочалася так звана «лихоманка пошуків коренів», коли американці стали активно досліджувати своє етнічне походження, цікавитися культурою і мовою своїх предків. На тлі цього культурного відродження у 1978 році був заснований Центр карпаторусинських досліджень, призначений для публікації і поширення матеріалів, які стосуються русинів. 2009 року відбулось об'єднання культурних організації США і Канади, наслідком якого стало утворення Карпаторусинського Консорціуму Північної Америки. Проте до покращення стану русинської мови в США це не призвело.

### Язичіє
Нижче подано приклади угроруської мови («язичія») XIX — поч. XX ст.
|  | Въ 1848 роцѣ вопрошали насъ, що мы? Мы сказали, що мы всесмиреннѣйшіи Ruthenen (Господи! Если бы праотцы наши узнали, що мы сами прозвали себе тымъ именемъ, якимъ окрестили насъ во время гоненія наши найлютѣйшіи вороги, они въ гробахъ зашевелили-бъ ся.) [...] А може вы русскіи? допрошалъ насъ Стадіонъ. Мы кляли душу-тѣло, що мы не русскіи, не Russen, но що мы таки собѣ Ruthenen, що границя наша на Збручѣ, що мы отвращаемся отъ такъ званыхъ Russen, яко отъ окаянныхъ шизматиковъ, съ которыми ничого вспольного имѣти не хочемъ. Якое ваше письмо? допрошали насъ далѣй. Мы сказали, що письмо наше тое, що въ церковныхъ книгахъ, и знову кляли душу-тѣло отъ гражданки [...], которой мы отрицаемся, яко чужой. Бо тогды настрашилибы ся насъ были, щобы мы, связаны исторіею тысячилѣтною, обрядомъ церковнымъ, языкомъ и литературою съ великимъ русскимъ народомъ, не забагли коли отъ Австріи оторватися, и не были насъ допустили до свободъ конституційныхъ, были бы насъ слабенькихъ тогды придушили, щобысьмо и не дыхнули дыханьемъ русскимъ. «Слово», 1866 р. |

|  | Як видиме, словник на хосен собі перелистают діалектолоґы, языкознателї, зглядуючі языкові взаймовплывы, и природно, фахманы, зучуючі історію русинського літературного языка. За літературный язык Русинув Годинка пише такоє: «Лемъ якысьто вѣщуникъ годенъ бы навпередъ повѣсти, ци буде десь колись у насъ нашенькый литературный языкъ». Сесе суженя и днись можеме прияти, сесь посудок и днись правда. Яз знати, булше ги столїтіє регулярно чинили ся пробалованя, жебы побуч руського, украинського и білоруського языкув ýтворити четвертый восточнославянськый літературный язык. Сесї усилованя зась повбновили ся у послїдні годы. У Восточнуй Словакії и на Пудкарпатю появляют ся новинкы и окримі матеріалы, написані русинськым народным языком. Олег Лещак, «Деякі попередні зауваги до типологічного структурно-функціонального статистичного аналізу русинської частини “Глаголниці” А. Годинки», у «Studia Ukrainica et Rusinica Nyíregyháziensia I. Nyíregyháza», 1993 р., стор. 53-60. |

## Статус русинських мов
Першою країною, що визнала русинську мову офіційно, була колишня Югославія[джерело?]. 1995 року Словаччина також визнала русинську мовою національної меншини, але офіційною мовою в Словаччині вона не є. Деякі документи (наприклад, пам'ятки виборцям) у Словаччині містять фрагменти русинською мовою поряд з літературними українською, угорською, ромською, німецькою й англійською. У деяких населених пунктах, де проживають русини, присутні двомовні вивіски.
Статус у Воєводині, Сербія
Статут
Автономної Області Воєводина
I Основні положення: Стаття 6

У раді Автономної Області Воєводина на рівні з сербсько-хорватською мовою кириличного та латинського написання у державному вжитку перебувають угорська, словацька, румунська та русинська мови і їхня писемність, а також мови й писемності інших народів згідно з законом.

## Русинський алфавіт
В граматиках довоєнного часу частіше за все використовувався дореволюційний російський алфавіт (з включенням «ять»), а правопис був етимологічним і не відповідав реальній вимові.
З 1990-х років розробляється правопис для 3 регіональних стандартів русинської мови. Якщо пряшівський та бачванський стандарти засновані на желехівці, тоді як лемківський правопис є ближчим до сучасного українського правопису.
| Лемківський | Пряшівський | Паннонський | Закарпатський |
| ----------- | ----------- | ----------- | ------------- |
| А а         | А а         | А а         | А а           |
| Б б         | Б б         | Б б         | Б б           |
| В в         | В в         | В в         | В в           |
| Г г         | Г г         | Г г         | Г г           |
| Ґ ґ         | Ґ ґ         | Ґ ґ         | Ґ ґ           |
| Д д         | Д д         | Д д         | Д д           |
| Е е         | Е е         | Е е         | Е е           |
| Є є         | Є є         | Є є         | Є є           |
| –           | Ё ё         | –           | –             |
| Ж ж         | Ж ж         | Ж ж         | Ж ж           |
| З з         | З з         | З з         | З з           |
| І і         | І і         | –           | І і           |
| –           | Ї ї         | Ї ї         | Ї ї           |
| И и         | И и         | И и         | И и           |
| Ы ы         | Ы ы         | –           | Ы ы           |
| Й й         | Й й         | Й й         | Й й           |
| К к         | К к         | К к         | К к           |
| Л л         | Л л         | Л л         | Л л           |
| М м         | М м         | М м         | М м           |
| Н н         | Н н         | Н н         | Н н           |
| О о         | О о         | О о         | О о           |
| –           | –           | –           | Ō ō           |
| П п         | П п         | П п         | П п           |
| Р р         | Р р         | Р р         | Р р           |
| С с         | С с         | С с         | С с           |
| Т т         | Т т         | Т т         | Т т           |
| У у         | У у         | У у         | У у           |
| –           | –           | –           | Ӯ ӯ           |
| Ф ф         | Ф ф         | Ф ф         | Ф ф           |
| Х х         | Х х         | Х х         | Х х           |
| Ц ц         | Ц ц         | Ц ц         | Ц ц           |
| Ч ч         | Ч ч         | Ч ч         | Ч ч           |
| Ш ш         | Ш ш         | Ш ш         | Ш ш           |
| Щ щ         | Щ щ         | Щ щ         | Щ щ           |
| Ю ю         | Ю ю         | Ю ю         | Ю ю           |
| Я я         | Я я         | Я я         | Я я           |
| Ь ь         | Ь ь         | Ь ь         | Ь ь           |
| Ъ ъ         | Ъ ъ         | –           | –             |